# Gruta do Itambé
Fachada da Gruta do Itambé
A Gruta do Itambé localiza-se no município de Altinópolis, Estado de São Paulo e é uma das principais atrações turísticas da cidade. Possui formação arenítica, o que a torna suscetível a grandes desgastes, tanto pela ação antrópica quanto pela ação natural. Possui uma fachada de 28 m de altura e uns 350 m de galerias. Na região da Gruta do Itambé também localiza-se a Cachoeira do Itambé que proporciona uma bela visão da natureza da cidade.
Outra atração da gruta são duas cavidades em forma de orelhas de onde jorra pequena quantidade de água, esse fenômeno é causado pela absorção de água pelo solo exterior da gruta, que encontrou como saída essas duas formações.

## Detalhes
O acesso à Gruta do Itambé se dá pela estrada vicinal Arlindo Vicentini (Sentido Altinópolis - Serrana). São aproximadamente 10 km de estrada asfaltada e 2 km de estrada de terra. É restrita a entrada de veículos nas imediações da gruta, levando a uma caminhada de aproximadamente 10 minutos.
A trilha está bem sinalizada, entretanto, deve-se tomar cuidado com animais ou buracos e desníveis.Por ser de formação arenítica, as paredes da gruta são facilmente desgastadas. Por isso pede-se que os visitantes não rabisquem nas paredes, a fim de preservar o patrimônio natural. Para aqueles que desejam adentrar a gruta, a companhia de um guia é indispensável. Caminhando por mais 10 minutos a partir da gruta alcança-se a Cachoeira do Itambé que possui uma queda d'água de mais de 50 metros.